# Moto Guzzi GP Prototype
Het GP Prototype was de eerste door Carlo Guzzi ontwikkelde motorfiets en de voorloper van het motorfietsmerk Moto Guzzi.

## Voorgeschiedenis
Carlo Guzzi had al vóór de Eerste Wereldoorlog het concept voor zijn eerste motorfiets op papier gezet. Deze machine moest de goede eigenschappen van verschillende merken en typen in één motorfiets verenigen. Motorfietsen bestonden nog niet erg lang, en ze waren moeilijk te berijden en bovendien niet erg betrouwbaar. Bovendien was de opkomst van de automobiel een belangrijk tegenargument om een motorfiets te kopen. Carlo werd echter als vliegtuigmonteur ingelijfd bij de Italiaanse luchtmacht, waardoor hij zijn plannen voorlopig niet kon uitvoeren. Het voordeel was echter dat hij meer kennis opdeed omtrent de techniek van vliegtuigmotoren én dat hij Giorgio Parodi leerde kennen. Diens vader was enthousiast genoeg om te investeren in het eerste prototype en later zou hij zelfs (een deel van) het oprichtingskapitaal betalen. Het prototype had nog de letters "G-P" op de tank staan, afgeleid van Guzzi en Parodi. Giorgio Parodi was echter bang dat dit verward zou worden met zijn eigen initialen, en ook vond hij dat alle eer moest toekomen aan Carlo Guzzi. Daarom werd de naam in 1921 veranderd in "Moto Guzzi". Ook werd de adelaar van de Italiaanse luchtmacht in het beeldmerk opgenomen, als eerbetoon aan de ex-coureur Giovanni Ravelli, die net als Parodi piloot was en deel had uitgemaakt van hun vriendengroep. Ravelli was vlak vóór de oprichting van het bedrijf, in 1919, neergestort en overleden. In 1920 was het prototype klaar en in 1921 begon de productie van de "Normale" (Standaard).

## GP prototype
Het prototype was al vóór de oorlog getekend door Carlo Guzzi met hulp van de meest technische man in het dorp Mandello-Tonzanico, de dorpssmid Giorgio Ripamonti. Carlo Guzzi stelde er een aantal eisen aan, die hij (nog) niet allemaal kon verwezenlijken. Daarbij hoorden een behoorlijk veersysteem, een verbeterd smeersysteem, een verbeterde primaire aandrijving, een verbeterd remsysteem en bovenal een grotere betrouwbaarheid. Het ontwerp was zeker vernieuwend. Na de wapenstilstand van 1918 keerde Guzzi terug naar Mandello en hij verbeterde zijn prototype samen met Giorgio Ripamonti. Hij kon nu technieken uit de vliegtuigindustrie toepassen, zoals de haarspeldveren voor de kleppen en de koningsasaandrijving van de nokkenas. Bovendien paste hij een dubbele ontsteking toe, zoals dat bij vliegtuigmotoren gebruikelijk was. Bij de indertijd nog zwakke magneetontstekingen en de grote boring van de cilinder was dat geen overbodige luxe.

### Motor
Het prototype kreeg een - voor die tijd lichte - 500cc-viertaktmotor met een liggende cilinder. Daardoor kreeg het heetste onderdeel, de cilinderkop, de beste rijwindkoeling. Het was, ook al in tegenstelling tot het gebruikelijke, een korteslag motor (de slag van 82 mm was kleiner dan de boring van 88 mm). De compressieverhouding van 3,5:1 lijkt nu erg laag, maar de kwaliteit van de benzine uit die tijd liet geen hogere compressie toe. De machine had een paar futuristische onderdelen, zoals de vier kleppen die door een bovenliggende nokkenas werden bediend. Motortrillingen, een doorn in het oog van Guzzi, werden verminderd door het enorme 280 mm vliegwiel, dat buiten het carter lag. Dit externe vliegwiel zorgde er bovendien voor dat de lagers van de krukas dichter bij elkaar konden liggen en dat de machine ook een laag stationair toerental kon draaien. Het carter zelf was in de eerste ontwerpen nog van gietijzer, maar in het uiteindelijke prototype was het een aluminium exemplaar. Guzzi was zeer bezorgd over smering en koeling van de onderdelen. Een zeer doordacht principe was de draairichting van de krukas, tegengesteld aan die van de wielen. Hierdoor kon de spatsmering vanaf de krukas de bovenkant van de liggende cilinder smeren, waarna de zwaartekracht zorgde voor de smering van de rest van de cilinder. De olietank, in eerste instantie nog voorzien van een handpomp voor de smering, lag onder de brandstoftank, vol in de rijwind om voldoende koeling van de olie te garanderen. Dit was gedaan vooruitlopend op een beter smeersysteem, want bij de total loss smering van het prototype werd de olie gewoon verbrand en kwam dus niet ter afkoeling terug in de olietank. Juist de zorg voor koeling en smering wordt beschouwd als een van de redenen dat de Moto Guzzi eencilinders het zo lang (tot 1967) volhielden.

### Aandrijflijn
Door het vliegwiel los te plaatsen van de koppeling konden koppeling en versnellingsbak vlak achter de motor worden geplaatst, waardoor de ketting voor de primaire aandrijving kon worden vervangen door een set ingesloten kegeltandwielen. Moto Guzzi bouwde dus vanaf het begin een blokmotor. Daardoor kregen motor en versnellingsbak ook een gezamenlijk smeersysteem. De secundaire aandrijving werd verzorgd door een ketting.

### Rijwielgedeelte
Omdat de motor met zijn liggende cilinder erg laag was, kon ook het frame laag gebouwd worden. Het werd een dubbel wiegframe met een aangeschroefde driehoeksconstructie als achterframe. Hierbij maakte ook het verstevigde achterspatbord deel uit van de dragende constructie. Tussen de bovenste framebuizen was de tank gemonteerd, volgens het principe van een flattank, maar bij Guzzi was deze wigvormig gemaakt, waardoor de bovenste buis naar beneden afliep. Daardoor werd een zeer comfortabele zithouding verkregen. Aan vering en remmen was nog niet veel aandacht besteed. Vóór was een gebruikelijke girder voorvork toegepast, het achterframe was star. Een voorrem was er helemaal niet, het achterwiel kon zowel met hand- als voetbediening beremd worden door een ouderwetste bandrem.

## Technische gegevens
| Moto Guzzi             | GP prototype                         |
| ---------------------- | ------------------------------------ |
| Periode                | 1920                                 |
| Productieaantal        | 1 of 2                               |
| Categorie              | prototype                            |
| Motortype              | OHC                                  |
| Bouwwijze              | dwarsgeplaatste liggende eencilinder |
| Cilinder               | Gietijzer                            |
| Cilinderkop            | Gietijzer                            |
| Klepopstelling         | 4 kopkleppen                         |
| Klepbediening          | Koningsas                            |
| Carburateur            | Amac 15 PSI                          |
| Ontsteking             | Bosch dubbele magneetontsteking      |
| boring                 | 88 mm                                |
| slag                   | 82 mm                                |
| Cilinderinhoud         | 498,4 cc                             |
| Smeersysteem           | Total loss                           |
| Compressieverhouding   | 3,5:1                                |
| Max. Vermogen          | 12 pk                                |
| Topsnelheid            | 100 km/h                             |
| Primaire aandrijving   | tandwielen                           |
| Koppeling              | meervoudige natte platenkoppeling    |
| Versnellingen          | 3 handgeschakeld                     |
| Secundaire aandrijving | ketting                              |
| frame                  | Dubbel wiegframe                     |
| Wielbasis              | 1380 mm                              |
| Vering vóór            | Girder                               |
| Vering achter          | Star                                 |
| Wielen                 | 26 x 2½ inch                         |
| Banden                 | 26" x 3.00                           |
| Rem(men)               | Bandrem achter                       |
| Gewicht                | onbekend                             |
| Tankinhoud             | 10 liter                             |
| Voorganger             | geen                                 |
| Opvolger               | Normale                              |